# Johannes van der Meer
Johannes van der Meer (ook Johan van der Meer van Utrecht en Johan Adriaensz. van der Meer, Schipluiden, gedoopt op 16 februari 1630 - Vreeswijk, rond 1696) was een Nederlandse kunstschilder uit de Gouden Eeuw. Hoewel hij in de buurt van Delft is geboren, is er geen familieband bekend met Johannes Vermeer.

## Leven
Vermeer werd geboren in Schipluiden. Zijn vader stierf toen hij tien was en hij werd opgevoed door zijn stiefgrootvader in Rotterdam. Volgens Houbraken reisde hij in 1653 met Lieve Pietersz. Verschuier (Lieve Verschuur) naar Italië en Rome en raakte hij bevriend met Willem Drost en Johann Carl Loth.
In 1662 keerde hij terug naar de Nederlanden, waar hij in 1663 lid werd van de Utrechtse Sint-Lucasgilde en deken van het gilde gedurende de jaren 1664-1666. Op 26 april 1662 trouwde hij met Antonia van Eck, die een loodwitwerkplaats bezat. Deze werkplaats brandde tijdens het Rampjaar 1672 af, waarna ze voor de Franse troepen naar Amsterdam vluchtten. Antonia van Eck overleed daar op 12 november 1672.
In 1674 werd Van der Meer door prins Willem III aangesteld als raadslid in het Utrechtse stadsbestuur, een functie die hij tot 1682 bekleedde. In dat jaar werd hij aangesteld als ontvanger voor de Admiraliteit van Amsterdam en gestationeerd in Vreeswijk, waar hij tot zijn dood woonde. In 1683 hertrouwde hij met Hendrina Houniet, met wie hij, net als uit zijn eerste huwelijk, meerdere kinderen kreeg.
Van der Meer gaf les aan Andries de With (1671) en Maarten Hullaer.

## Galerij

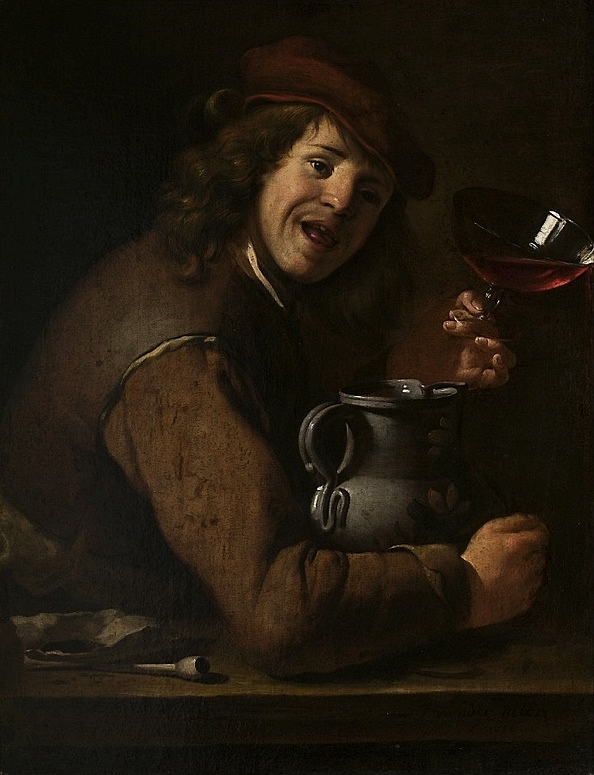
Johannes van der Meer: Wijndrinker, 1656, olieverf op doek
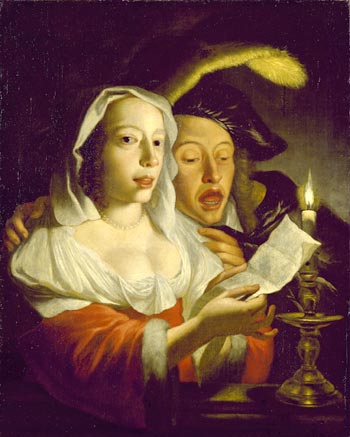
Johannes van der Meert: Zingend stel, olieverf op doek
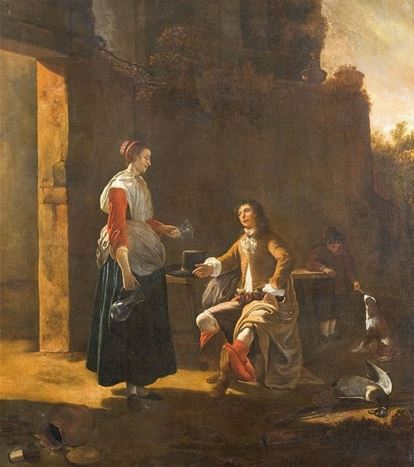
Johannes van der Meer: Jagersrust, olieverf op doek op doek
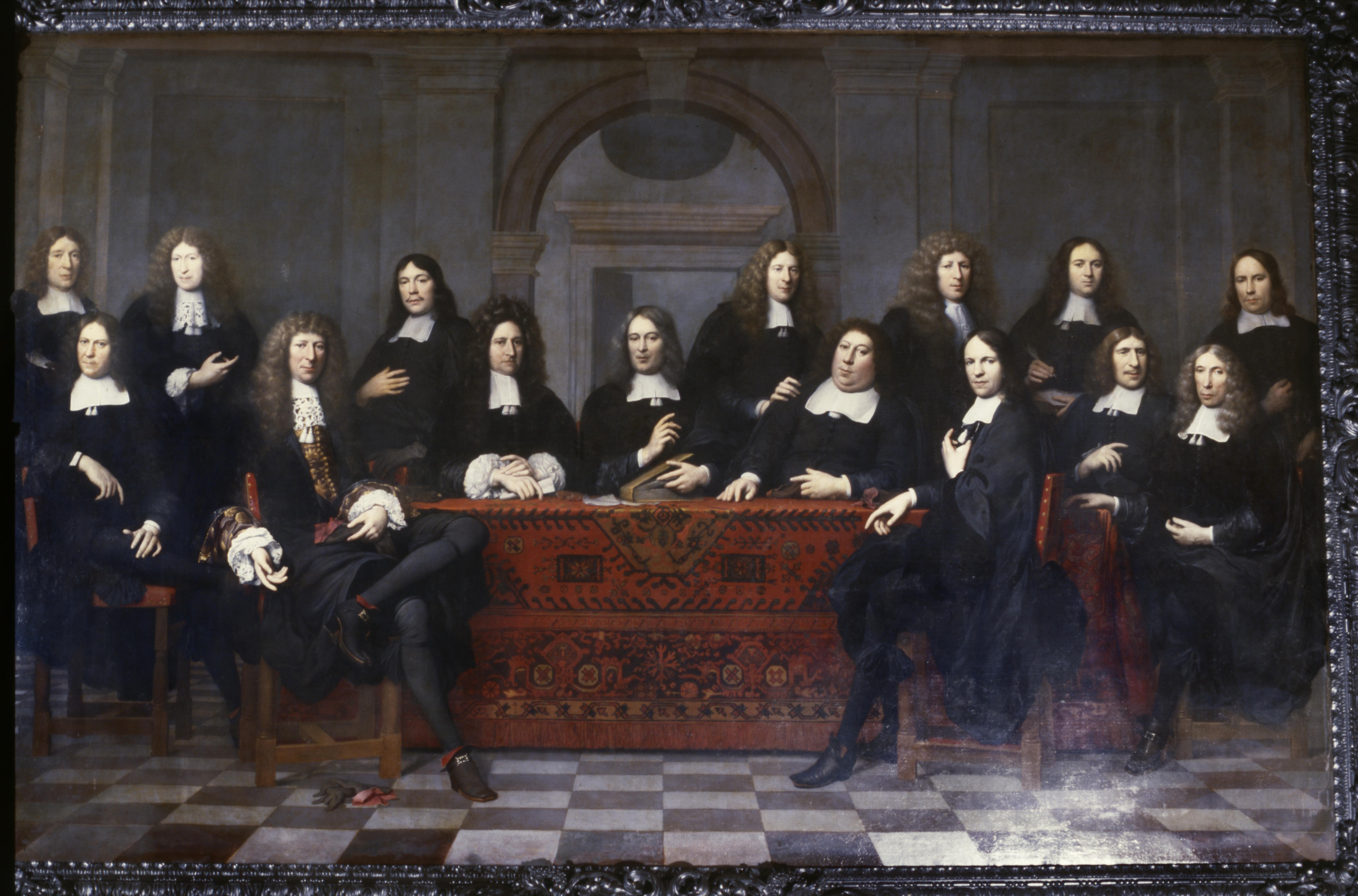
Johannes van der Meer: Regenten van het Ambachtskinderhuis te Utrecht, 1680, olieverf op doek

- Biografisch Portaal: 35515254
- RKD-Nederlands Instituut voor Kunstgeschiedenis: 80478
- Union List of Artist Names: 500005593
- Virtual International Authority File: 95714987